# Kang Jae-won
Kang Jae-won (født 30. november 1965 i Bucheon) er en tidligere sydkoreansk håndboldspiller. Han stoppede karrieren i schweiziske Pfadi Winterthur i 2002. Han er landstræner for det sydkoreanske kvindehåndboldlandshold og har blandt andet deltaget ved Sommer-OL 2012, med en fjerdeplads og i OL i Rio med en tiendeplads.
Han har trænet landsholdet siden 2010.